# Foreman, Arkansas
Foreman là một thành phố thuộc quận Little River, tiểu bang Arkansas, Hoa Kỳ. Năm 2010, dân số của thành phố này là 1011 người.

## Dân số
- Dân số năm 2000: 1125 người.
- Dân số năm 2010: 1011 người.